# Folcarde
Folcarde (okzitanisch: Fòlcarda) ist eine französische Gemeinde mit 117 Einwohnern (Stand: 1. Januar 2022) im Département Haute-Garonne in der Region Okzitanien (vor 2016 Midi-Pyrénées). Sie gehört zum Arrondissement Toulouse und zum Kanton Revel. Die Einwohner werden Folcardois genannt.

## Lage
Folcarde liegt in der Kulturlandschaft Lauragais, etwa 30 Kilometer südöstlich von Toulouse. Umgeben wird Folcarde von den Nachbargemeinden Rieumajou im Norden und Osten, Avignonet-Lauragais im Süden und Westen sowie Lux im Nordwesten. 

## Bevölkerungsentwicklung
| Jahr                       | 1962 | 1968 | 1975 | 1982 | 1990 | 1999 | 2006 | 2013 | 2020 |
| Einwohner                  | 74   | 76   | 93   | 88   | 94   | 86   | 117  | 131  | 115  |
| Quellen: Cassini und INSEE |      |      |      |      |      |      |      |      |      |

## Sehenswürdigkeiten
- Kirche Notre-Dame, Monument historique seit 1914
- Burgruine
- Wasserturm

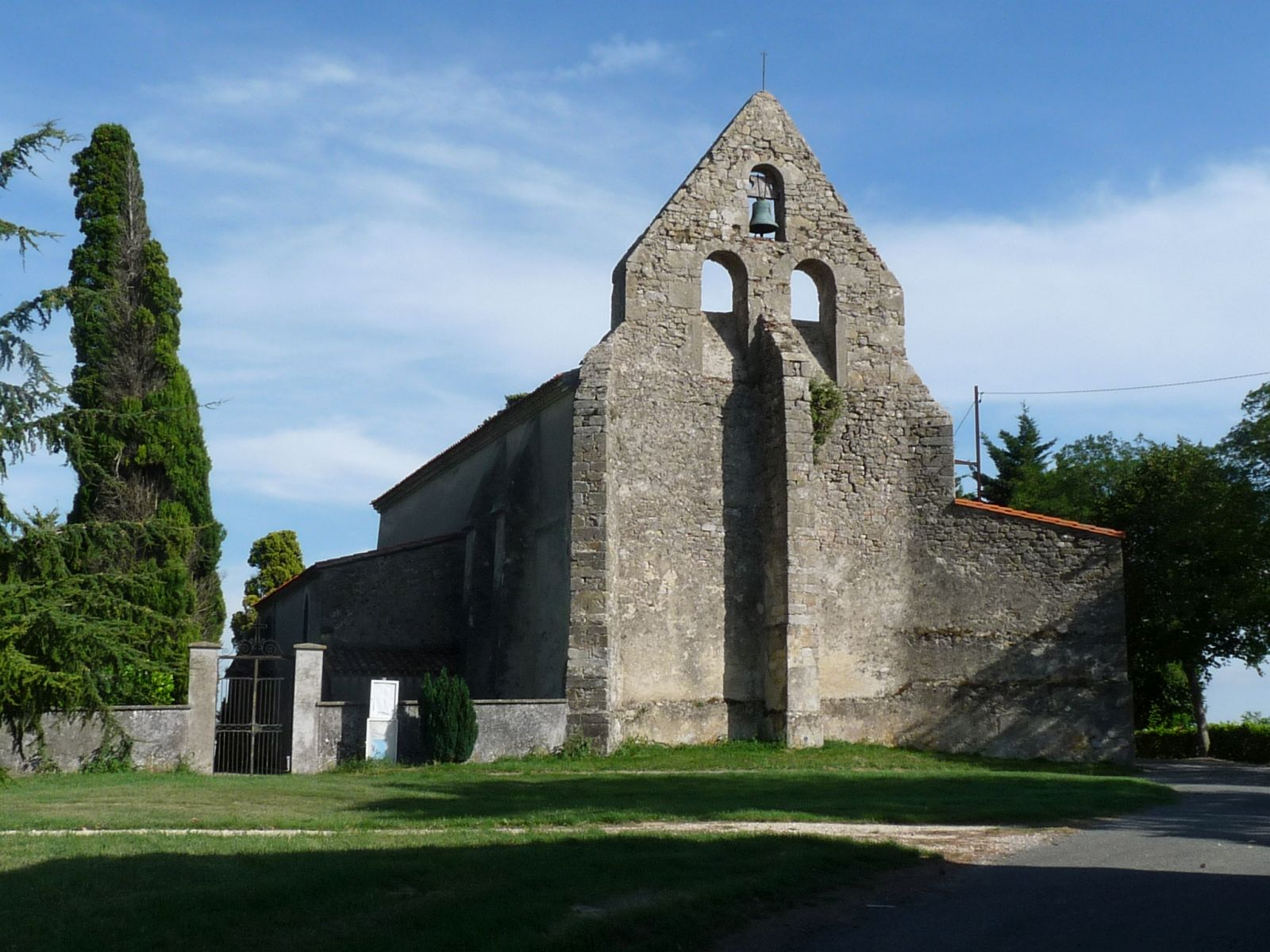
Kirche Notre-Dame
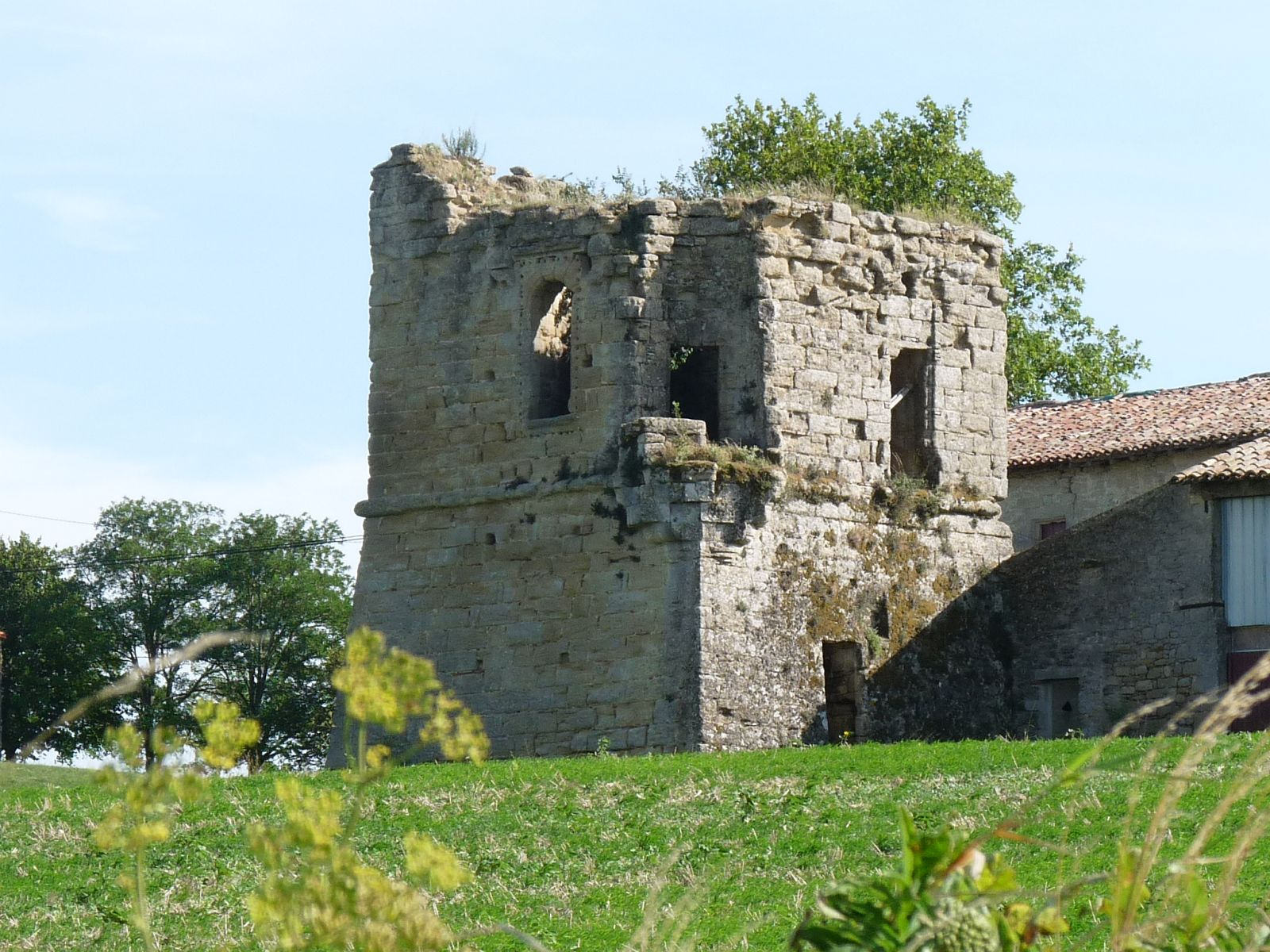
Burgruine
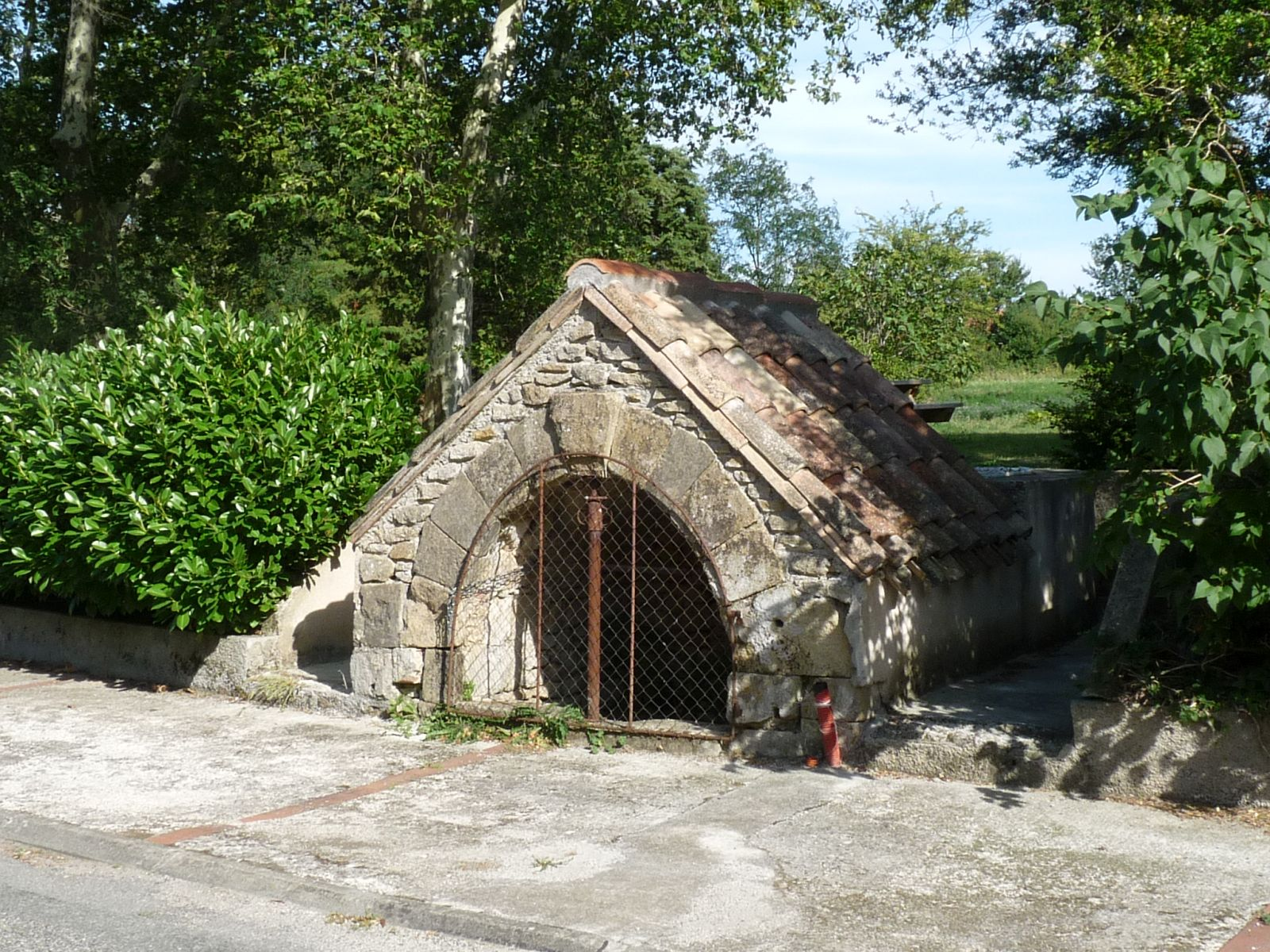
Brunnenhaus
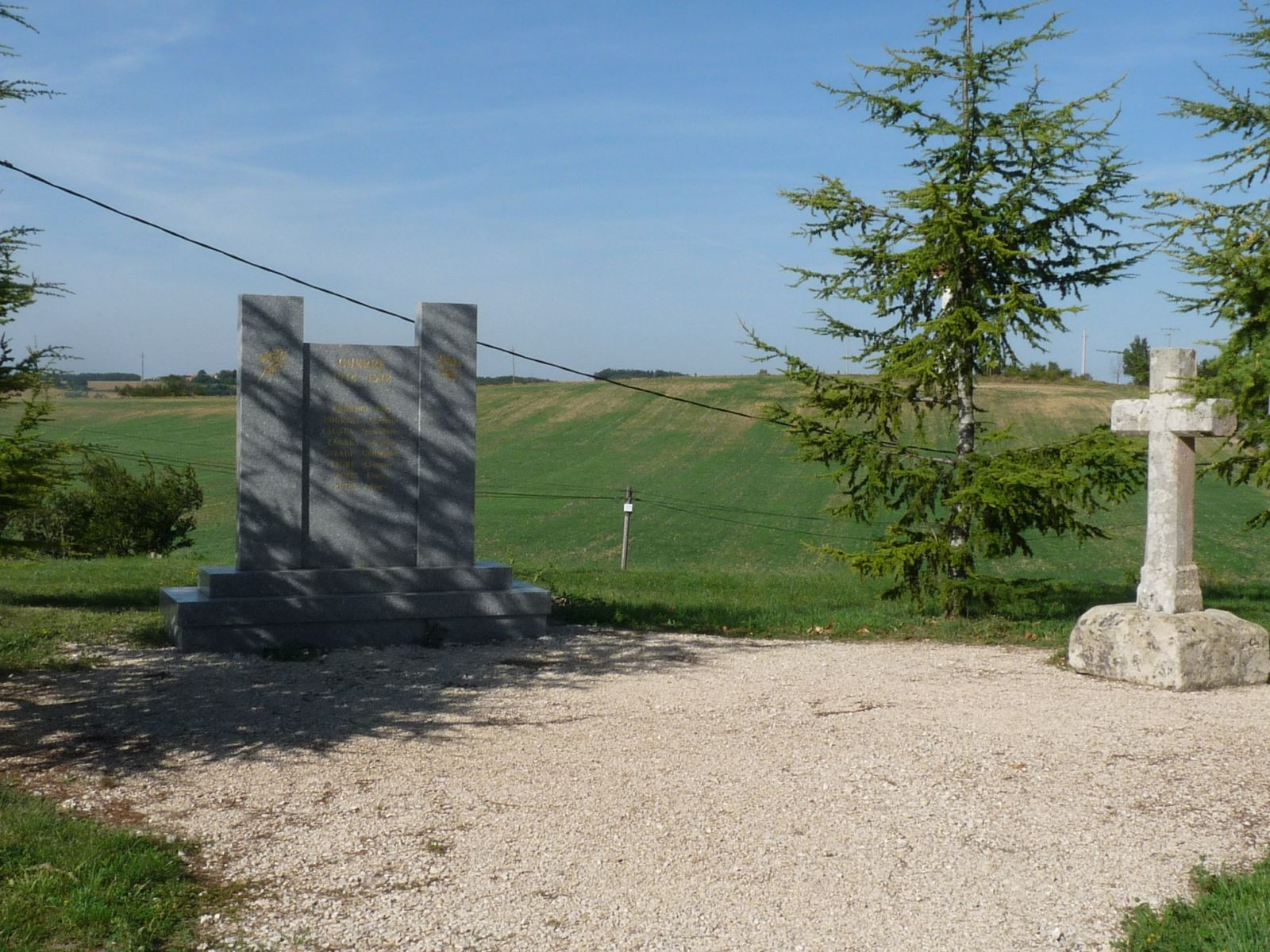
Gefallenendenkmal